# Anopheles irenicus
Anopheles irenicus is een muggensoort uit de familie van de steekmuggen (Culicidae). De wetenschappelijke naam van de soort is voor het eerst geldig gepubliceerd in 2003 door Schmidt.